# Schloss Wart
Das Schloss Wart ist ein Schloss in der Gemeinde Neftenbach im Schweizer Kanton Zürich. Es gilt als eines der jüngsten Schlösser des Kantons.

## Lage
Das Schloss liegt am Südhang des Irchels über dem unteren Tösstal auf 430 m ü. M. Es liegt etwa anderthalb Kilometer westlich des Dorfzentrums von Neftenbach. Die Aussicht vom Schloss reicht von Neftenbach über Winterthur bis Pfungen. Das nicht öffentlich zugängliche Schloss ist von der Bushaltestelle Tössallmend bei Neftenbach in zwanzig Minuten Fussmarsch zu erreichen.

## Geschichte
Johann Jakob Sulzer (1738–1797) war ein am Ende des 18. Jahrhunderts in Winterthur ansässiger Kaufmann, der im internationalen Handel tätig war. Er gründete zusammen mit seinem Schwager Johann Heinrich Ziegler (1738–1818) und seinem Schwiegersohn Johann Sebastian von Clais (1742–1809) in Winterthur das Laboratorium, die erste chemische Fabrik der Schweiz. Johann Sebastian von Clais verbesserte im Auftrag der Stadt und Republik Bern die Salinen in Aigle und Bex sowie diejenige in Bad Reichenhall und Traunstein in Bayern. Bern war damals der grösste Abnehmer von Salz aus Bayern, das auch Zürich mit Salz belieferte. Clais wurde von Karl Theodor, dem Kurfürsten von Bayern, als Salinenoberkommissar eingesetzt, seine Handelsfirma Clais & Co. hatte das Salzhandelsmonopol des Kurfürstentums Bayern und der schweizerischen Tagsatzung.
Der Sohn von Johann Jakob Sulzer war Geschäftsführer im Unternehmen seines Schwagers. Seine Dienste im Besonderen während der Zeit der Besetzung von Bayern im Ersten Koalitionskrieg wurden vom bayrischen Hof mit der Ernennung zum Salzkommissar belohnt. König Maximilian I. Joseph erhob den Sohn in den erblichen Freiherrenstand, sodass er sich ab 1814 Baron Johann Heinrich von Sulzer-Wart nannte. Der Name leitete sich von der Burgstelle Wart bei Neftenbach ab, die in der Nähe von zwei Gütern lag, die Johann Heinrich erworben hatte. Das eine war die Trotte, die er von der Familie seiner zweiten Frau Anna Hegner (1782–1837) übernahm, das andere ein Weinbauernhaus aus der Familie seiner ersten Frau (1763–1845). Johann Heinrich legte die beiden Güter zusammen und baute die Häuser ab 1815 in mehreren Etappen zu einem Schlossgut aus. Für die Landwirtschaft wurde eine neue Scheune und ein neuer Stall gebaut. Es wurde ein Schloss mit einem zweigeschossigen Kernbau errichtet. Der hintere Teil wurde von der Pächterfamilie des Gutes bewohnt, der vordere Teil diente dem Baron als Sommerwohnung – über den Winter wohnte er in der Stadt.
Freiherr Heinrich von Sulzer-Wart (1805–1887), der Sohn des Barons war ebenfalls im Salzhandel tätig und wurde von Bayern als Generalkonsul der Schweiz eingesetzt. Er erbte das Schloss Wart von seinem Vater und baute es weiter aus. Talseitig wurde ein klassizistischer Dreiecksgiebel angebaut, bergseitig ein Treppengiebel. Auf der Hinterseite des Schlosses wurde ein Rundturm mit Spitzhelm angebaut. Das Schloss war von einem grossen Park mit Obstbäumen, Blumen, Fischteichen und Treibhäusern umgeben.
Max von Sulzer-Wart (1854–1910), der Sohn vom Freiherr Heinrich von Sulzer-Wart, wurde Oberleutnant in der preußischen Armee. Nachdem er den Dienst aufgrund eines Hufschlags von einem Pferd quittieren musste, übernahm er auf Wunsch seines Vaters die Bewirtschaftung des Wartgutes, wo er sich besonders um die Obstkulturen kümmerte. Max beschloss, das Schloss neu zu bauen, wobei sein Wunsch ein dem Schloss Neuschwanstein ähnlicher Bau war. Das alte Schloss wurde zum grossen Teil abgetragen und ab 1889 durch einen Neubau ersetzt, dessen Rohbau innert acht Monaten fertiggestellt war. Während dieser Zeit war Max auf der Hochzeitsreise mit Elisabeth von Gemmingen-Hornberg (1862–1938). Der Park wurde von Evariste Mertens neu gestaltet, wobei die Trotte abgetragen wurde und eine Pappelallee gefällt wurde. Die Umgestaltung des Wartgutes missfiel den Verwandten, die sich über verlorene Erinnerungen beklagten. Max und Elisabeth hatten eine Tochter, Margarethe Anna von Sulzer-Wart (1890–1958). Für die kleine Familie war das Anwesen zu gross und Elisabeth fühlte sich auf dem Schloss nicht wohl. Das gesellschaftliche Leben im Schloss schlief ein. Tochter Margarethe wurde von den Bediensteten betreut, während ihre Mutter an anderen gesellschaftlich interessanteren Orten wohnte und ihr Vater oft auf Jagdreisen war.
Margarethe als Alleinerbin des Wartgutes verkaufte dieses an Richard Breit (1869–1919), einen böhmischen Glasfabrikanten, der das Gut als Altersitz kaufte und bewohnte. Nachdem Richard in den Ersten Weltkrieg einrücken musste, wurde die Gutsverwaltung von seinem Sohn Odilo übernommen. Nach dem Krieg hatte Breit Finanzprobleme und musste das Gut 1918 verkaufen. Der neue Besitzer war Oberstdivisionär Fritz Gertsch (1862–1938) aus dem Berner Oberland. Er führte das Gut im militärischen Stil, was ihm von den Angestellten keine Sympathie einbrachte. Die Geschäfte von Gertsch waren nicht erfolgreich, sodass es zu einer Zwangsversteigerung kam.
Das Wartgut wurde 1924 von den Gebrüder Huber aus Freienstein übernommen – der eine eröffnete eine Arztpraxis im Schloss, der andere übernahm die Bewirtschaftung des Gutes. Im Oktober 1931 wurde das Gut erneut verkauft, der neue Besitzer Hans Peter stammte aus Trüllikon, der als Strohmann das Gut für die Herren von Fürstenberg aus Donaueschingen kaufte. Diese konnten das nötige Geld für den Kauf nicht aus Deutschland herausbringen, weshalb das Gut erneut versteigert wurde. Im September 1935 erhielt das Menschenfreundliche Werk aus der Romandie den Zuschlag. Die Gesellschaft wurde von Alexandre Freytag gegründet und hat ihren Hauptsitz in Cartigny bei Genf. Das Schloss war 2019 immer noch im Besitz des Menschenfreundlichen Werks.

## Architektur

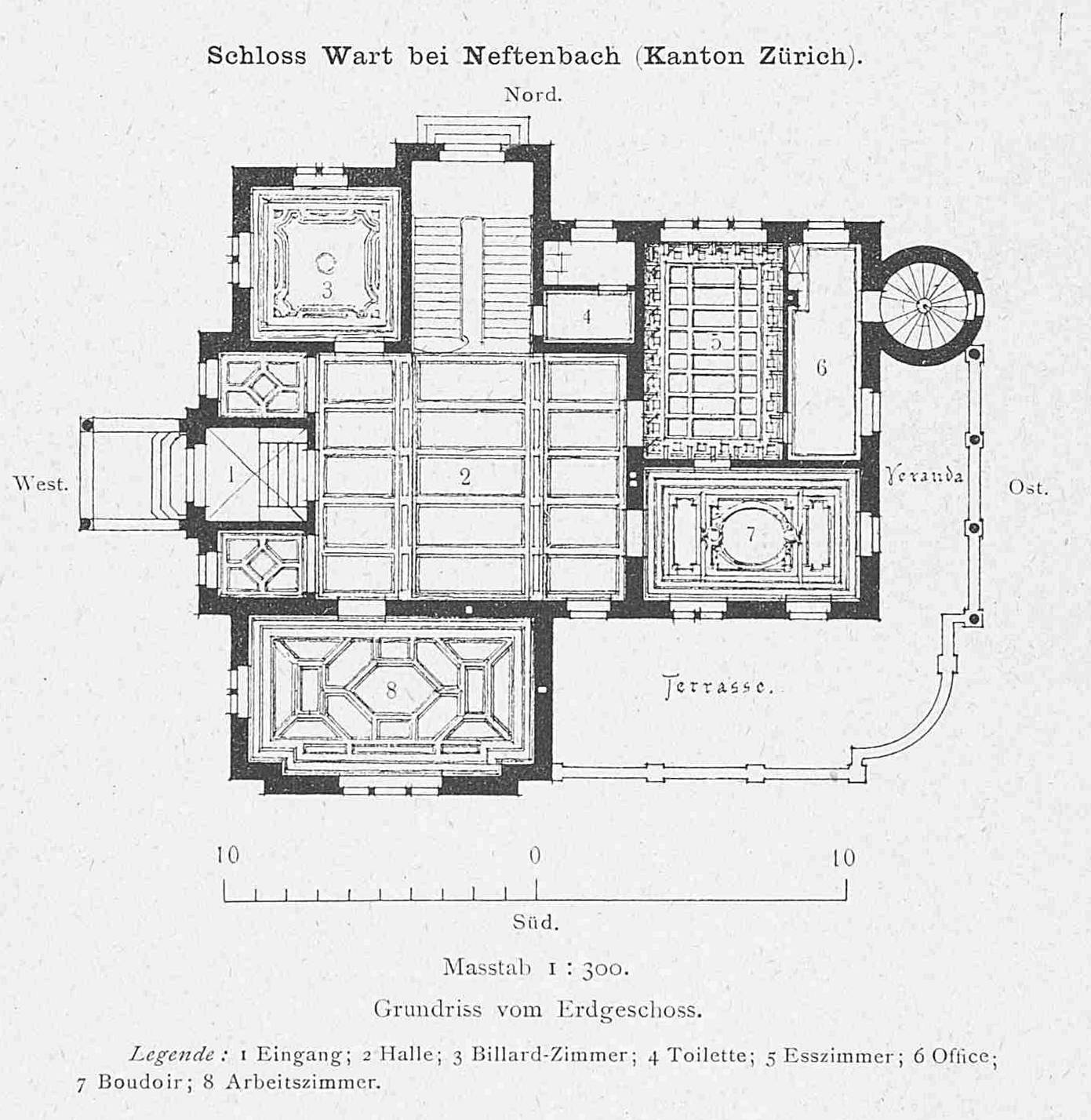
Grundriss Erdgeschoss

Der 1894 fertiggestellte neugotische Bau im Stile einer schlossartigen Fin-de-Siècle-Villa wurde von den Architekten Ernst Georg Jung und Otto Bridler gestaltet. Wegen des lockeren Moränenschotters am Hang des Irchels musste ein besonders aufwändiges Fundament erstellt werden, das bis sechs Meter unter den Keller reicht. Die Fassade ist aus unverputztem Lägern-Kalkstein aus dem Steinbruch bei Dielsdorf erstellt, was im Vergleich zu einer verputzten Fassade weniger Wartung benötigt und dem Gebäude ein herrschaftliches Aussehen gibt. Der für die Steinhauerarbeiten verwendete Sandstein stammt aus Wattwil.
Das Schloss wurde für den Sommeraufenthalt gebaut, weshalb die Eingangshalle im Erdgeschoss besonders hoch gebaut wurde. Im Erdgeschoss befindet sich ein Arbeitszimmer mit Nussbaumtäfer und Decke aus amerikanischem Ahorn, ein Esszimmer für die Frau im Louis-quinze-Stil, ein Esszimmer im gotischen Stil mit Eichentäfer und -decke und ein Billardzimmer. Die Räume sind 4,5 m hoch.
Eine eichene Treppe führt in den ersten Stock, wo sich ein Salon mit Stuckdecke im Louis-quinze-Stil, sowie Schlafzimmer, Kinderzimmer und Gästezimmer befinden. Im zweiten Stock unter dem Dach befinden sich weitere Gästezimmer und die Zimmer der Bediensteten. Der Dienstbotenaufgang befindet sich im Turm des Schlosses.
Im Kellergeschoss befinden sich die Küche und weitere Räume für die Gastronomie, sowie eine mechanische Werkstatt mit Drehbank und Esse und eine Schreinerwerkstatt. Als Besonderheit war das Schloss bereits von Beginn an mit einer Niederdruckdampfheizung versehen, sodass es auch im Winter bewohnt werden konnte. Das Warmwasser wurde mit dem Kochherd erzeugt und über Leitungen im Haus verteilt.
Hinter dem mit dem Schloss zusammen gebauten Stall war in einem Anbau ein 7 PS-Petroleummotor mit Stützbatterie untergebracht, der für die Stromerzeugung genutzt wurde. Im Schloss waren 150 Glühlampen verbaut.